# Tao Ehrlich
Tao Ehrlich (* 1996) ist ein französischer Jazz- und Fusionmusiker (Schlagzeug).

## Leben und Wirken
Unterstützt von seinem Vater Loy Ehrlich, der selbst Musiker ist, hat Ehrlich sich früh mit Musik beschäftigt. Im Alter von drei Jahren begann er mit dem Schlagzeugspiel. Als Jugendlicher interessierte er sich zunehmend für Funk und Jazz. 2014 absolvierte er sein Studium am Conservatoire à Rayonnement Régional de Paris.
Seit der Gründung 2014 ist Ehrlich Mitglied im Quintett Ishkero, mit dem das Album Shama (Kyudo Records) entstand. Daneben hat er mit Musikern wie Karim Ziad, Louis Bertignac, Mehdi Nassouli, Cyril Atef, Hilaire Penda und Laurent David gespielt. 2017 kreuzte er den Weg von Vanupié, der ihn an seinem zweiten Album beteiligte. Außerdem gehört er zum Quartett von Erik Truffaz. Weiterhin arbeitete er mit Guillaume Perret, Tom Ibarra, Panam Panic (Love of Humanity), Vanille, Aziz Sahmaoui, Charles Pasi, Jean-Marie Ecay, Hadrien Feraud, Nguyên Lê und war an der Aufnahme der Musik zum Spielfilm Belleville Cop beteiligt. Er ist weiterhin auf Alben der Nola French Connection Brass Band und von Fusion Affair zu hören.
Mit Ishkero ist Ehrlich Gewinner des ReZZo-Wettbewerbs des Festivals Jazz à Vienne 2021 und Preisträger von Jazz Migration 2022.